# El rincón de las vírgenes
La película El rincón de las vírgenes dirigida por Alberto Isaac en 1972, es una adaptación de los cuentos Anacleto Morones y El día del derrumbe del libro de cuentos de Juan Rulfo; actúan Emilio "El Indio" Fernández, Lilia Prado, Alfonso Aráu y Carmen Salinas. Filmada en Colima, México.

## Reparto
- Emilio «El Indio» Fernández como Anacleto Morones.
- Alfonso Aráu como Lucas Lucatero.
- Rosalba Brambila como Leona.
- Carmen Salinas como Pancha Fregoso.
- Lilia Prado como Nieves García.
- Pancho Córdova como Melesio Terrones.
- Héctor Ortega como el gobernador.
- Marcela López Rey como la esposa del gobernador.
- Dolores Beristáin como la señora Terrones.
- Lina Montes como Tencha.
- Patricio Castillo como Tomas.
- María Barber.
- José Aguilar.
- Jesusa Anguiano.
- Rosario Bejarano.
- Manuel Cedeño como Manuel Cedeño.
- Delfina Chávez.
- Claudia Cristy como Claudia Christy.
- Hugo Fierros.
- Melchor Fierros.
- Sabino García.
- Guillermina Gaspar.
- Leticia Gaytan.
- Carlos Gómez.
- Leonor Gómez.
- Juan Guerrero.
- Regino Herrera.
- Daniel Macedo.
- Esperanza Martínez.
- Gabriel Portillo.
- José Rocha.
- María Vargas.
- Carlos Zaragoza.
- José A. Zaragoza.

## Resumen
Un grupo de mujeres de Comala pretende convencer a Lucas Lucatero un vendedor de baratijas de que las acompañe a pedir la canonización de Anacleto Morones; pero el vendedor les cuenta la verdadera historia de Anacleto. Lo conoció cuando platicaba las películas durante las proyecciones junto con Leona, una cantante de corridos. Ambos aprovechaban su facilidad de palabra para engañar a la gente y hacerla creer en milagros, por lo que Anacleto se convirtió en el Santo Niño Anacleto. Morones, desde su posición de hacedor de milagros, empezó a abusar de toda mujer que atendía, incluso de la esposa del gobernador, quien lo mandó a la cárcel. Cuando el Santo Niño Anacleto sale de la cárcel quiere obtener dinero de Lucas, pero éste lo mata y Leona huye desnuda al conocer el crimen.